# 亞歷山德里夫卡 (亞基米夫卡市鎮)
46°39′17″N 35°8′33″E / 46.65472°N 35.14250°E
亞歷山德里夫卡（烏克蘭語：Олександрівка），是烏克蘭的村落，位於該國東南部扎波羅熱州，由梅利托波爾區的亞基米夫卡市鎮負責管轄，始建於1862年，面積0.86平方公里，海拔高度15米，2001年人口379，人口密度每平方公里440.7人。